# Marion Musiol
Marion Musiol (* 1953) ist eine deutsche Synchronsprecherin aus Berlin.

## Leben
Die ausgebildete Musicaldarstellerin ist seit Ende der 1990er Jahre als Synchronsprecherin tätig. Bei ihren mehr als 340 Sprechrollen war sie auch in einigen Gesangsrollen zu hören. Sie synchronisierte mehrmals Naomi Campbell. 

## Synchronrollen (Auswahl)

### Filme
- 1999: South Park: Der Film – größer, länger, ungeschnitten als Carol McCormick (Gesang)
- 2004: Mulan 2 als Ting-Ting (Gesang) für Judy Kuhn
- 2007: Ich glaub, ich lieb meine Frau als Mary
- 2009: Chloe als Rezeptionistin
- 2012: Pusher als Polizistin
- 2013: The Bling Ring als Shannon
- 2013: Wie der Wind sich hebt als Jirōs Mutter
- 2013: Ich – Einfach unverbesserlich 2 als Jillian   für Nasim Pedrad
- 2013: Zwischen den Wellen als Ärztin
- 2015: Alles steht Kopf als Moms Angst
- 2015: Maggie als Bonnie
- 2015:  A Royal Night – Ein königliches Vergnügen als Wren
- 2016: Zoomania als Mrs. Otterton
- 2017: Spider-Man: Homecoming als Doris Toomes
- 2018: Venom als Mrs. Chen
- 2018: Manhattan Queen als Big Ant
- 2020: Emma als Mrs. Bates

### Serien
- 2003: Navy CIS verschiedene Rollen (6 Folgen)
- 2010–2011: True Blood als Debbie Pelt (14 Folgen)
- 2013–2016: Mr Selfridge als Josie Mardle (36 Folgen)
- 2015–2016: Grey’s Anatomy als Dr. Penny Blake (20 Folgen)
- 2015–2016: Occupied – Die Besatzung als Wenche Arnesen (12 Folgen)
- 2015–2016: Mr. Robot als Krista Gordon (10 Folgen)
- 2015–2016: Empire als Camilla Marks (8 Folgen)
- 2016–2017: Easy als Annabelle Jones (4 Folgen)
- 2016–2017: The Get Down als Lydia Cruz  (11 Folgen)
- 2017–2018: Star als Rose Crane (5 Folgen)
- 2018: The First als Laz Ingram (8 Folgen)
- 2019–2021: Najwa Nimri in Haus des Geldes als Alicia Sierra Montes
- 2021: Navy CIS: L.A. für Shelley Robertson als Paula Lewis (eine Folge)
- 2021: Why Women Kill für Kerry O’Malley als Mavis (8 Folgen)
- 2024: Navy CIS für Christina Kirk als Dr. Clara Logan (eine Folge)